# 石塘连礁
石塘连礁位于南中国海中沙群岛中沙大环礁浅湖内东北部，东与隐矶滩相距约7海里，南与武勇暗沙相距约6海里。整个连礁全部在海面以下，最浅处水深约14米，等深线20米以上面积约8平方公里。1947年和1983年公布名称均为“石塘连礁”。